# 塞耶河畔马伊
塞耶河畔马伊（法語：Mailly-sur-Seille，法語發音：[maji syʁ sɛj]）是法国默尔特-摩泽尔省的一个市镇，属于南锡区。

## 地理
塞耶河畔马伊（48°54'38"N, 6°14'42"E）面积6.4 平方千米，位于法国大東部大區默尔特-摩泽尔省，该省份为法国东北部内陆省份，是洛林的一部分，北邻比利时、卢森堡，北起顺时针与摩泽尔省、下莱茵省、孚日省和默兹省接壤。
与塞耶河畔马伊接壤的市镇（或旧市镇、城区）包括：萨伊-阿沙泰勒、圣瑞尔、瑟库尔、阿博库尔、诺姆尼、弗兰、罗库尔。

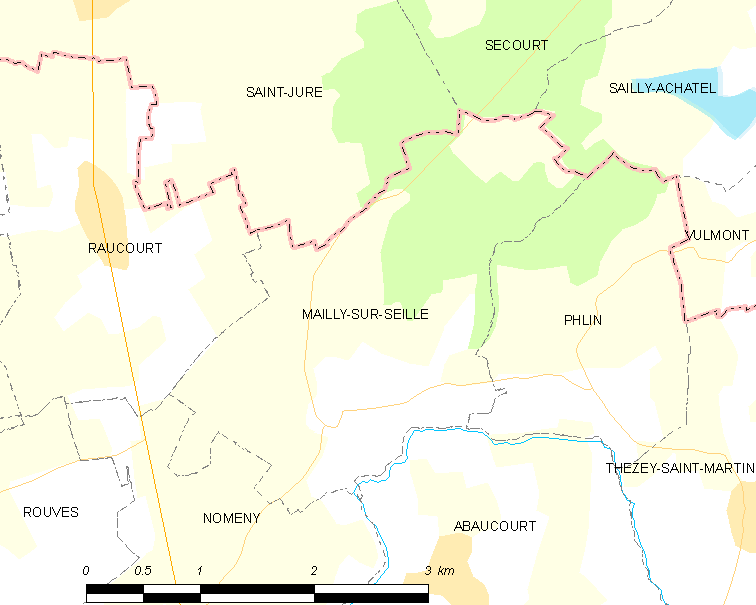
塞耶河畔马伊的OSM定位图

塞耶河畔马伊的时区为UTC+01:00、UTC+02:00（夏令时）。

## 行政
塞耶河畔马伊的邮政编码为54610，INSEE市镇编码为54333。

## 政治
塞耶河畔马伊所属的省级选区为塞耶-默尔特河间县。

## 人口

1962-2008年间塞耶河畔马伊人口变化图示

塞耶河畔马伊于2022年1月1日时的人口数量为244人。